# Mymar
Mymar is een geslacht van vliesvleugeligen uit de familie Mymaridae. De wetenschappelijke naam van dit geslacht is voor het eerst geldig gepubliceerd in 1829 door Curtis.

## Soorten
Het geslacht Mymar omvat de volgende soorten:
- Mymar africanum Annecke, 1961
- Mymar ermak Triapitsyn & Berezovskiy, 2001
- Mymar maritimum Triapitsyn & Berezovskiy, 2001
- Mymar pulchellum Curtis, 1832
- Mymar ramym Donev & Triapitsyn, 2010
- Mymar regale Enock, 1912
- Mymar roopum Hayat & F.R. Khan, 2008
- Mymar schwanni Girault, 1912
- Mymar taprobanicum Ward, 1875
- Mymar venustum Girault, 1911